# Rotello
Rotello es una localidad y comune italiana de la provincia de Campobasso, región de Molise, con 1.277 habitantes.

## Evolución demográfica
| Gráfica de evolución demográfica de Rotello entre 1861 y 2001 |
|                                                               |
| Fuente ISTAT - elaboración gráfica de Wikipedia               |